# 梅班克 (密西西比州)
梅班克（英語：Maybank）是位於美國密西西比州福雷斯特縣的非建制地區。

## 地理
梅班克所處的海拔為高於海平面53米（即174英呎），而該地所採用的時區為UTC-6，即北美中部時區（CST）。同時該地設有夏令時間，為UTC-6調快一小時，即UTC-5（CDT）。